# 리사 레이먼드
리사 레이먼드(Lisa Raymond, 1973년 8월 10일 ~ )는 미국의 여자 프로 테니스 선수이다. 단식보다 복식에서 더 우수한 성적을 내는 선수로, 2000년 6월 생애 최초로 WTA 투어 여자 복식 세계 랭킹 1위에 올랐다. 단식 최고 랭킹은 1997년 10월 기록한 15위이다.
호주 오픈과 윔블던 단식에서 8강에 진출하기도 했던 그녀는 아란차 산체스 비카리오, 모니카 셀레스, 마르티나 힝기스, 그리고 비너스 윌리엄스와 같은 당대 최고의 선수들을 꺾기도 했다. 그녀는 또한 복식에서 커리어 그랜드 슬램을 달성한 선수이기도 하다.

## 같이 보기
- 올림픽 테니스 메달리스트 목록